# آرامگاه آل یعقوب
مقبره آل یعقوب در خوی، داخل شهر واقع شده و این اثر در تاریخ ۲۵ اسفند ۱۳۷۹ با شمارهٔ ثبت ۳۲۵۵ به‌عنوان یکی از آثار ملی ایران به ثبت رسیده‌است.
این مقبره در خیابان طالقانی روبروی ضلع غربی بازار قدیمی خوی و در داخل باقت قدیمی شهر قرار دارد. بنا دارای سه در ورودی است که یکی از داخل کوچه‌ای که مقبره در آن واقع است و دو تای دیگر مشرف به خیابان طالقانی می‌باشد. این بنا دارای مناره رفیعی از آجر و یک گنبد کوتاه با روپوش فلونی است.